# Santa Elena (Chiapas)
Santa Elena es una localidad del estado mexicano de Chiapas. Es parte del municipio de Ocosingo.

## Toponimia
El nombre «Santa Elena» hace referencia a la santa patrona de la localidad: Helena de Constantinopla.

## Demografía
| Gráfica de evolución demográfica |
|                                  |

| Censo | Población |
| ----- | --------- |
| 1970  | 587       |
| 1980  | 688       |
| 1990  | 920       |
| 2000  | 881       |
| 2010  | 1 508     |
| 2020  | 1 603     |